# Nyang Chöchung
| Tibetische Bezeichnung                   |
| ---------------------------------------- |
| Wylie-Transliteration: myang chos 'byung |
| Andere Schreibweisen: Nyang Chöjung      |
| Chinesische Bezeichnung                  |
| Vereinfacht: 后藏志                      |
| Pinyin:Houzang zhi                       |

Nyang Chöjung (tib. myang chos ‘byung; tib. Langtitel: myang yul stod smad bar gsum gyi ngo mtshar gtam gyi legs bshad mkhas pa'i 'jug ngogs) ist ein Werk der tibetischen historiographischen Chöchung (chos 'byung) -Gattung. Es wurde von Tāranātha (1575–1634) aus der Jonang-Schule des tibetischen Buddhismus verfasst. Das Werk behandelt die Geschichte der Entstehung und Entwicklung verschiedener Herrscherhäuser und buddhistischer Strömungen im Einzugsgebiet des Nyang-Flusses (Nyang Chu) im Bereich von Ü-Tsang (chin. Houzang 后藏).
Viele der Freunde von Charles Bell (1870–1945) hatten ihm das Buch empfohlen, bevor er sich selbst ein Exemplar beschaffen konnte.